# Salisbury (album)
Salisbury je druhé album britské rockové skupiny Uriah Heep. Album je více progresivní než jejich minulé album z předchozího roku. Album skupinu uvádí do skládání rozsáhlých a propracovaných skladeb, jako je titulní 16minutová skladba nahraná za pomoci 24členného orchestru. Také obsahuje akustickou baladu Lady in Black, kterou kapela díky oblíbenosti u fanoušků hraje na koncertech dodnes.

## Seznam skladeb
1. „Bird of Prey“ (Box/Byron/Newton) – 4:13
2. „The Park“ (Hensley) – 5:41
3. „Time to Live“ (Box/Byron/Hensley) – 4:01
4. „Lady in Black“ (Hensley) – 4:44
5. „High Priestess“ (Hensley) – 3:42
6. „Salisbury“ (Byron/Hensley/Box) – 16:20

Americké vydání a pozdější CD verze
1. "Simon the Bullet Freak" (Hensley) – 3:27

CD vydání s těmito bonusovými skladbami
1. "Here Am I" (předtím nevydaná verze) – 7:50
2. "Lady In Black" (předtím nevydaná verze) – 3:33
3. "High Priestess" (singl) – 3:38
4. "Salisbury" (předtím nevydaný singl) – 4:21
5. "The Park" (předtím nevydaný mix) – 5:18
6. "Time To Live" (předtím nevydaný mix) – 4:14

## Sestava
- David Byron – zpěv
- Ken Hensley – slide a akustická kytara, zpěv, piáno, cembalo, varhany, vibrafon
- Mick Box – doprovodná a akustická kytara, zpěv
- Paul Newton – baskytara
- Keith Baker – bicí